# Fascio Giovanni Grion 1929-1930
Questa voce raccoglie le informazioni riguardanti il Fascio Giovanni Grion nelle competizioni ufficiali della stagione 1929-1930.

## Rosa
| N. |                   | Ruolo | Calciatore                    |
| -- | ----------------- | ----- | ----------------------------- |
|    | Italia (bandiera) | A     | Bonessi                       |
|    | Italia (bandiera) | A     | Gino Brenco                   |
|    | Italia (bandiera) | A     | Gildo Camuffo                 |
|    | Italia (bandiera) | A     | Narciso Castro                |
|    | Italia (bandiera) | A     | Francesco Cerdonio            |
|    | Italia (bandiera) | C     | Mario Colussi                 |
|    | Italia (bandiera) | P     | Giacomo Crismanich (Crismani) |
|    | Italia (bandiera) | A     | Giuseppe Curto (I)            |
|    | Italia (bandiera) | A     | Daicich                       |
|    | Italia (bandiera) | C     | Emanuele Depicolzuane (IV)    |
|    | Italia (bandiera) | A     | Angelo Dicovich (Dicovi)      |

| N. |                   | Ruolo | Calciatore                  |
| -- | ----------------- | ----- | --------------------------- |
|    | Italia (bandiera) | P     | Valerio Dinelli (II)        |
|    | Italia (bandiera) | A     | Carlo Gasperutti            |
|    | Italia (bandiera) | A     | Mario Ladavaz               |
|    | Italia (bandiera) | A     | Marino Nicolich             |
|    | Italia (bandiera) | D     | Nicolò Poiani               |
|    | Italia (bandiera) | A     | Francesco Stocovaz (Stocco) |
|    | Italia (bandiera) | A     | Gino Ugo                    |
|    | Italia (bandiera) | C     | Giuseppe Verk (Monti) (II)  |
|    | Italia (bandiera) | C     | Mario Verk (Monti) (I)      |
|    | Italia (bandiera) | C     | Bruno Vucich (Vucini)       |